# Susan Atkins
Susan Denise Atkins, nota anche con lo pseudonimo di Sadie Mae Glutz (San Gabriel, 7 maggio 1948 – Chowchilla, 24 settembre 2009), è stata una criminale statunitense, condannata con gli altri assassini membri della "famiglia Manson", guidata da Charles Manson.

## Biografia

### Adolescenza

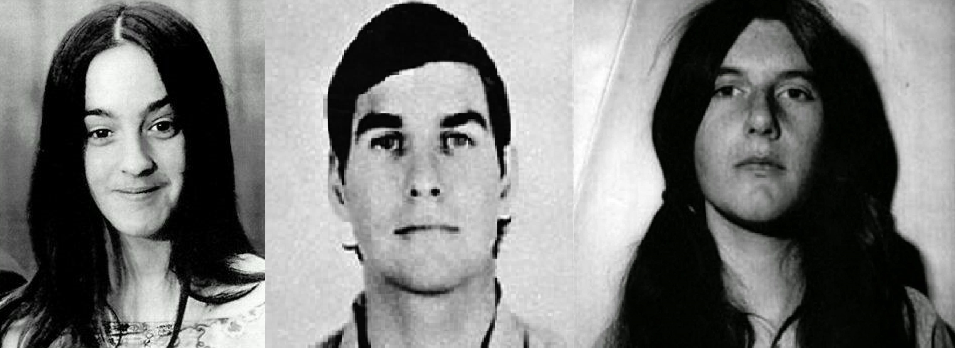
Le foto segnaletiche di Susan Atkins, Charles "Tex" Watson e Patricia Krenwinkel della famiglia Manson, autori dell'omicidio di Sharon Tate e dei suoi amici.

Susan Atkins, seconda di tre fratelli – Michael e Steven – e, secondo la sua versione, figlia di genitori alcolizzati, nacque a San Gabriel, un sobborgo settentrionale di Los Angeles, ma crebbe a San Jose. Da adolescente faceva parte del coro della scuola e di quello della chiesa. Appena quindicenne, perse la madre a causa di un tumore.
Il padre, per far fronte alle spese mediche, vendette tutte le proprietà e abbandonò i figli, due dei quali si trasferirono presso i loro nonni che abitavano a Los Banos. Qui Susan dovette impegnarsi sul fronte scolastico e anche su quello lavorativo per mantenere se stessa e il fratello minore Steven; si impiegò come cameriera, ma il lavoro pregiudicò i risultati scolastici e infine la Atkins abbandonò la scuola e lasciò la casa dei nonni.
Nel 1964 si stabilì a San Francisco, dove trovò lavoro come cameriera d'albergo. Nel 1966, assieme a due conoscenti dediti alle rapine lasciò San Francisco diretta a Salem, in Oregon, con un'auto rubata. Il terzetto venne intercettato dalle forze di polizia e arrestato il 12 settembre; la Atkins, dopo tre mesi di prigione, venne rilasciata in libertà vigilata. Ritornò in California dove lavorò come cameriera in locali notturni, ballerina in topless ed inserviente nei ristoranti. A quel periodo risalgono anche le sue prime esperienze di viaggi con l'LSD.

### La “Famiglia”

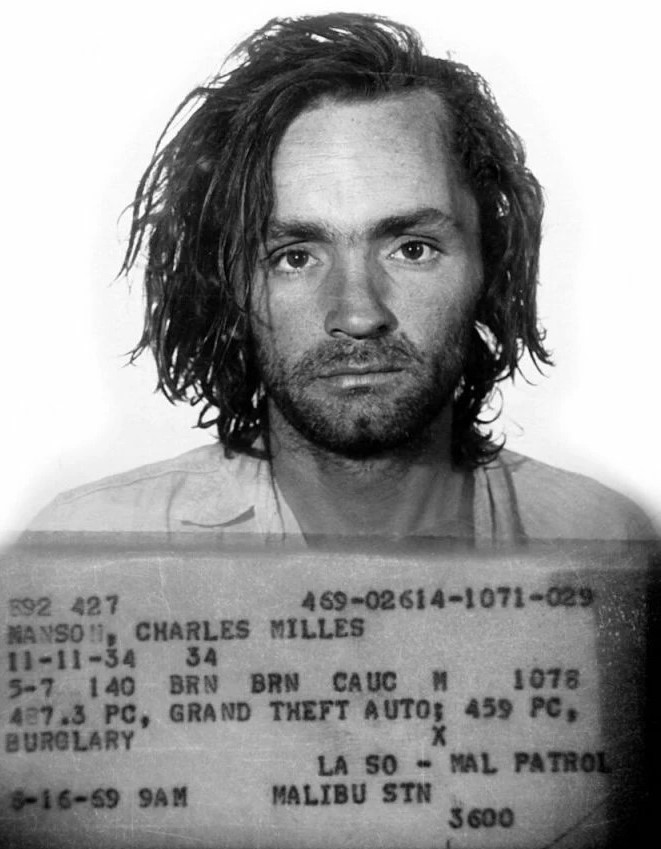
Charles Manson (1971)

Nel novembre del 1967, a San Francisco Susan Atkins conobbe Charles Manson; suggestionabile e fragile, rimasta impressionata dal magnetismo dell'uomo, venne arruolata nella “Famiglia” e fu ospitata a bordo del bus nero che avrebbe girovagato per diversi Stati dell'Unione. Non molto tempo dopo, come nel caso di altre adepte a cui era stato imposto un soprannome, Manson ribattezzò la ragazza Sadie Mae Glutz, nomignolo che la Atkins avrebbe mostrato di apprezzare in particolar modo dopo aver scoperto che uno dei brani contenuti nel White Album dei Beatles si intitolava Sexy Sadie.
Ai primi del 1968, nel New Mexico, Susan Atkins rimase incinta. Nel successivo maggio, promossa sul campo, venne incaricata da Manson di guidare un drappello di altre accolite della “Famiglia” nel nord della California dove le ragazze, soprannominate le Streghe di Mendocino, furono arrestate per detenzione di stupefacenti e trascorsero quasi due mesi di prigionia prima di essere rimesse in libertà. Ritornata con il gruppo allo Spahn Ranch, che era diventato la dimora di Manson e della "Famiglia", la Atkins partorì un bimbo prematuro a cui venne dato il nome di Zezozose Zadfrack Glutz.

### Gli omicidi
I don't care about your baby.

You're going to die and I don't feel a thing about it.»
Non mi importa del tuo bambino.

Stai per morire e non me ne frega assolutamente nulla.»
(Susan Atkins a Sharon Tate, 9 agosto 1969)
Questa comunità hippie che all'inizio era dedita principalmente al sesso, all'uso smodato di droga e ai furti, con il tempo si trasformò in un gruppo di sbandati violenti e impressionabili soggiogato dalla figura irascibile e paranoica di Manson. Cominciarono a girare coltelli e armi da fuoco, si iniziò a parlare di introdursi furtivamente nelle case dei ricchi, rubare, seminare la paura, uccidere. Susan Atkins era considerata fra le ragazze la più abile nell'arte di intrufolarsi silenziosamente.
La prima spedizione a cui la Atkins partecipò fu quella del 27 luglio 1969 che portò all'uccisione di Gary Hinman. Il 9 agosto, assieme a Patricia Krenwinkel, Linda Kasabian e Tex Watson, si avviò in auto verso Cielo Drive e prese parte attiva nel massacro di Sharon Tate e degli ospiti che si trovavano nella villa. Prima di uccidere la Tate, che supplicava di lasciarla in vita almeno fino a dopo il parto, Susan disse alla vittima: «Smettila di frignare puttana! Non ce ne frega un cazzo se sei incinta!».
Il giorno successivo, assieme a Manson, Krenwinkel, Kasabian, Watson, Grogan e Leslie Van Houten, fu nel commando che fece irruzione in casa LaBianca trucidando i due coniugi, anche se questa volta rimase in macchina con Linda Kasabian mentre si svolgeva la carneficina. Quella stessa notte, Manson, insieme a Susan Atkins e Linda Kasabian, volle proseguire fino a Venice per recarsi a casa di un attore conosciuto dalla Kasabian, un altro "porcellino" da macellare. Tuttavia, la Kasabian sabotò deliberatamente il piano omicida, portando il gruppo all'appartamento sbagliato. Comunque, prima di abbandonare la scena con un nulla di fatto, la Atkins defecò sulle scale dell'abitazione.

### L'arresto e il processo

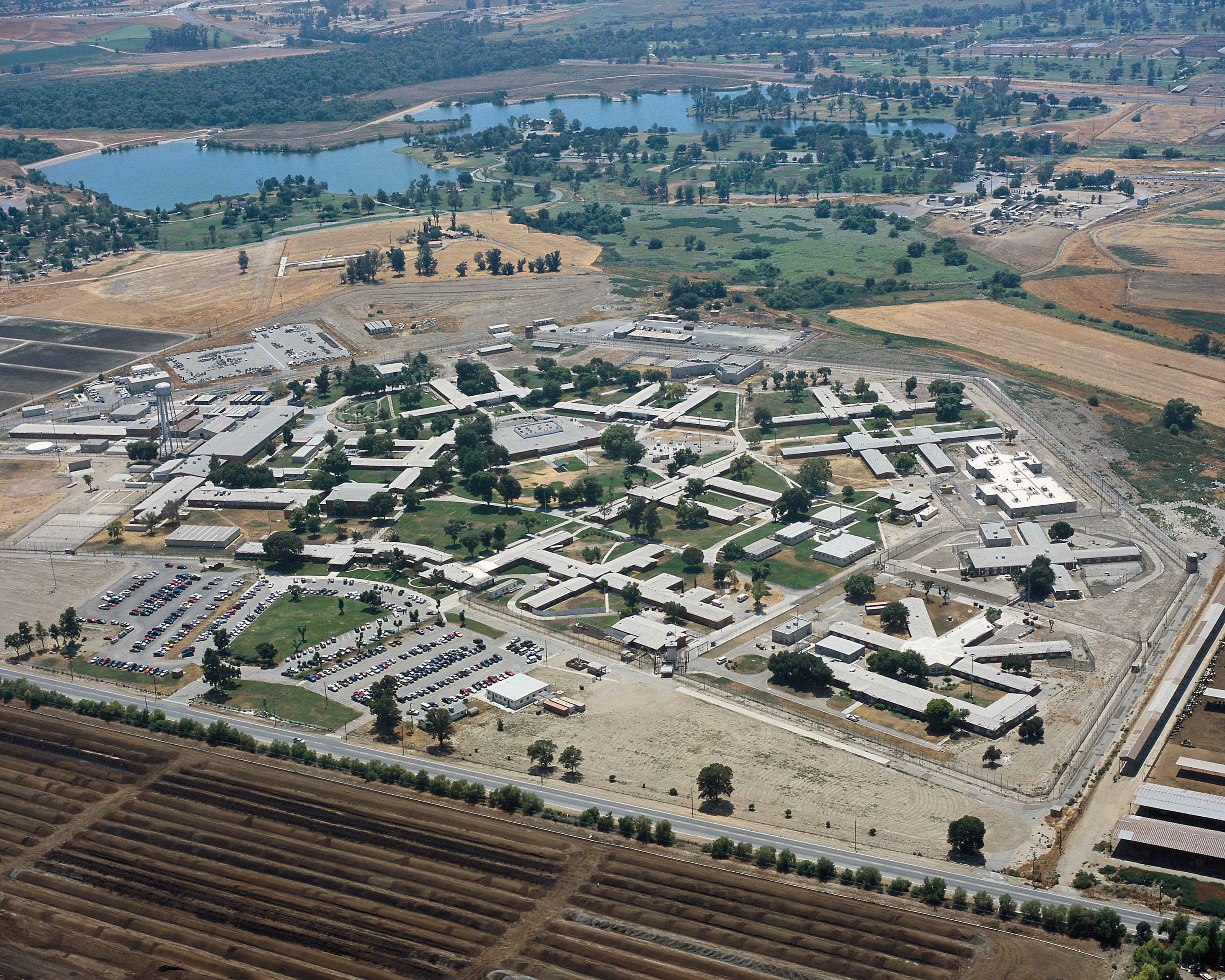
Il California Institution for Women

Dopo una ventina di giorni, la “Famiglia” si trasferì nella Valle della Morte, attraversò l'inospitale Goler Wash e si installò nelle baracche del Barker Ranch. Nei pressi del ranch la Atkins, che aveva dichiarato agli agenti di chiamarsi Donna Key Powell, venne catturata assieme a Manson e alla maggior parte dei suoi discepoli il 9 ottobre, in una complessa operazione di polizia, e dopo quattro giorni fu arrestata per sospetto concorso in omicidio, a causa delle sue affermazioni sul delitto Hinman. Fu tradotta al carcere femminile di Los Angeles di Sybil Brand e rinchiusa nella camerata 8000 assieme ad altre due detenute. In prigione, si lasciò incautamente andare con le compagne di cella a compromettenti ammissioni sulle proprie attività criminali e le proprie pratiche perverse fra le quali l'ematofagia.
Dopo i primi interrogatori, Susan Atkins testimoniò davanti al gran giurì ripercorrendo le tappe della sua esistenza sciagurata e della sua carriera delinquenziale, in un interrogatorio che lasciò i ventitré giurati sconvolti e che portò all'imputazione di omicidio a suo carico. La testimonianza resa al gran giurì venne considerata dapprima come segno di disponibilità della Atkins a collaborare con la giustizia per incastrare Charles Manson ma in seguito la donna, sotto la pressione mansoniana, ritornò sulla propria decisione e si rifiutò di testimoniare.
Il processo iniziò nel giugno del 1970 e si trascinò fino al gennaio dell'anno successivo, quando la giuria condannò la Atkins assieme a Charles Manson, Patricia Krenwinkel e Leslie Van Houten per gli omicidi Tate-LaBianca e in seguito il giudice decretò per i quattro imputati la pena di morte. Le tre donne vennero internate al California Institution for Women a Frontera, in attesa dell'esecuzione della pena capitale, nel 1972 abolita dallo Stato della California e trasformata in ergastolo. Dietro la sbarre, Susan Atkins scrisse un memoriale edito nel 1977 e intitolato Child of Satan, Child of God, in cui fra l'altro dichiarò la propria conversione al cristianesimo.

### Morte
Nel 2008 le era stato diagnosticato un tumore al cervello. Aveva subito l'amputazione di una gamba, ma il cancro non le ha dato tregua. Perciò, dopo essere stata rinchiusa per 38 anni in un penitenziario di Corona, era stata trasferita nel carcere femminile di Chowchilla, il Central California Women's Facility, per essere curata. Al momento della morte, all'età di 61 anni, risultava la detenuta che aveva scontato la pena più lunga in un carcere femminile del sistema penale della California.

### Vita privata
Nel 1981 sposò Donald Lee Laisure, ma dopo qualche mese la coppia divorziò. Dopo sei anni la Atkins si risposò con un suo avvocato, James W. Whitehouse, e con il legale era ancora sposata al momento del decesso nel settembre 2009.

## Riferimenti nella cultura di massa
- Nel film TV Bel Air - La notte del massacro del 1976, Susan Atkins è interpretata da Nancy Wolfe.
- Nel film The Manson Family di Jim Van Bebber del 2003, la Atkins è interpretata da Maureen Allisse.
- Nel film TV Helter Skelter del 2004, Susan Atkins è interpretata da Marguerite Moreau.
- Nel film Leslie, il mio nome è il male del 2009 diretto da Reginald Harkema, la Atkins è interpretata da Anjelica Scannura.
- Nel film House of Manson del 2014 diretto da Brandon Slagle, Susan Atkins è interpretata da Devanny Pinn.
- Nel film Charlie Says di Mary Harron del 2018, la Atkins è interpretata da Marianne Rendón.
- Nel film Sharon Tate - Tra incubo e realtà di Daniel Farrands del 2019, Susan Atkins è interpretata da Bella Popa.
- Nel film C'era una volta a... Hollywood di Quentin Tarantino del 2019, la Atkins è interpretata da Mikey Madison.